# Palian
Palian (em tailandês: อำเภอปะเหลียน) é um distrito da província de Trang, no sul da Tailândia. É um dos 10 distritos que compõem a província. Sua população, de acordo com dados de 2012, era de 64 134 habitantes, e sua área territorial é de 973,13 km².